# 公認会計士制度
公認会計士制度（こうにんかいけいしせいど）とは、監査対象たる会計主体から独立した立場において、財務書類その他の財務に関する情報の信頼性を確保することによって、会社等の公正な事業活動、投資者及び債権者の保護等を図り、もって国民経済の健全な発展に寄与するため、監査及び会計の専門家たる公認会計士による監査を要請する制度である。

## 概要
監査対象たる会計主体は、株式会社や社会福祉法人など多岐に亘って、公認会計士による監査が法定されている。また、財務のみならず環境監査などの分野においても、公認会計士による監査制度として蓄積された監査手法の応用が適用されている。法律によって義務化された法定監査のみならず、定款や寄付行為に定めることによる監査制度の導入もみられる。

## 歴史

### 18世紀
公認会計士制度は、南海泡沫事件（1720年）におけるチャールズ・スネルによる『ソウルブリッジ商会の帳簿にかんする所見』をはじめ、株式会社制度や諸々の経済事象・事件に伴って発展してきた。

### 19世紀
産業革命に伴う機械投資で減価償却などそれまでの簿記に含まれていなかった概念が登場し、会計処理の需要が急増した。当初は専門職として成立していなかったが、19世紀後半に至ると会計士が専門の組合「会計士協会」を形成。
- 1853年 エディンバラ会計士協会がスコットランドのエディンバラで成立。
- 1854年10月23日 エディンバラ会計士協会が国王より勅許（Royal Charter)を受け、ここに世界最初の公認会計士が誕生した[1]。

### 21世紀
近年の情報通信技術の発展などに伴い、資金調達及び投資活動の国際化から、会計基準の国際的コンバージェンスが展開されつつあり、これに伴って公認会計士制度及びその職能資格についての国際的コンバージェンスが展開されつつある。

## 英国
イギリスでは会計業務の執行は原則として自由なので素人でも会計士の仕事をできる。ただし勅許会計士を名乗ることができるのはACAやACCAなどの公認会計士の団体の会員だけである。また株式市場に上場している会社の監査は、これらの勅許会計士が行わなければならないと法的に規制されている。
また公認会計士制度を完成させたのはイギリスである。3大バブル経済事件の一つとされる南海泡沫事件により会計監査制度が誕生し、産業革命に伴う機械投資で減価償却などそれまでの簿記に含まれていなかった概念が登場し、会計処理の需要が急増した。当初は専門職として成立していなかったが、19世紀後半に至ると会計士が専門の組合「会計士協会」を形成する。1853年にスコットランドのエディンバラで成立したエディンバラ会計士協会は1854年10月23日に国王より勅許（Royal Charter)を受け、ここに世界最初の公認会計士が誕生した。英国のイングランドでは1880年にイングランド及びウェールズ勅許会計士協会（ICAEW)が勅許を受け、Chartered Accountant（勅許会計士）という資格を与えることになった。
しかし勅許会計士の団体はその排他的な会員制だけでなく上場の株式会社の監査業務を法的に独占しようとしたために、他の会計士の集団から猛反発をうける。その後1930年に対抗組織として組まれたロンドン会計士協会（London Association of Accountants）が株式会社を監査する法的権利を公認会計士（Certified Accountant）として獲得することで勅許会計士による監査業務の法的独占が消滅する。その後1933年にロンドン会計士協会はイギリスの他地域の勅許会計士以外の会計士団体を吸収する形で拡大、1971年に名称を公認会計士協会（Association of Certified Accountants）に変更。1974年にはイギリス女王より勅許（Royal Charter)を受け協会名をAssociation of Chartered Chertified Account (ACCA)勅許公認会計士協会とあらため勅許公認会計士（Chartered Certified Accountant）という資格を与えることになった。またイギリスでは会計の分野ごとに公認会計士団体が存在することも特徴である。ACAやACCA以外にもCIMA（Chartered Institute of Management Accountant）やCIPFA(The Chartered Institute of Public Finance and Accountancy)などの団体が存在する。
ただし会計士の団体ごとに資格試験、および資格習得に必要な実務経験の内容が異なる。一般にスコットランドの勅許会計士の資格の習得が一番難しいとされている。世界四大会計事務所などでは勅許会計士の資格保持者（あるいはスコットランド勅許会計協会認定の勅許会計士だけ）以外をパートナーとしてみとめないなどの業界内での差別化が存在するがそれぞれの勅許会計士と勅許公認会計士の法的権限は一緒である。ACAはすでに会計事務所に見習として勤務しているもの以外は資格試験をうけられないという排他的な制度を採っている。一方のACCAは元々ACAの排他性に対抗して設立された経緯を反映して、資格試験は誰でも受けることができる。しかし最終的に資格を認可されるためには約三年間の会計士としての勤務を試験合格と別に要求するという制度を取っている。また勅許会計士が伝統的には英国のそれぞれ地域で寡占を形成しようとしたことに対抗して、全国統一の会計士協会を設置したのに始まり、その後は英国連邦のほとんどの国に協会を拡大していった。世界の会計基準の統合に伴い、現在では英国連邦国だけでなくヨーロッパ、アフリカ、カラビア諸島国家、カナダ、中国、ベトナムなどの国で法的にその資格が認可されており事実上の公認会計士の国際資格となりつつある。